# Neurogomphus martininus
Neurogomphus martininus là loài chuồn chuồn trong họ Gomphidae. Loài này được Lacroix mô tả khoa học đầu tiên năm 1921.